# Катастрофа Ан-24 под Олёкминском
Катастрофа Ан-24 под Олёкминском — авиационная катастрофа, произошедшая субботним вечером 6 января 1968 года в канун Рождества возле Олёкминска. Авиалайнер Ан-24Б Якутского ОАО предприятия «Аэрофлот» выполнял регулярный внутренний рейс SU-1668 по маршруту Якутск — Олёкминск — Ленск — Усть-Кут — Красноярск — Новосибирск, но спустя 15 минут после взлёта из аэропорта Олёкминск лайнер резко сорвался в крутое пике и начал разрушаться в воздухе. Через 1 минуту нахождения в таком состоянии разрушенный лайнер рухнул в тайгу недалеко от Олёкминска. Погибли все 45 человек на борту — 39 пассажиров и 6 членов экипажа.
Катастрофа рейса 1668 стала крупнейшей авиационной катастрофой на территории Якутии и её авиации.

## Самолёт
Ан-24Б с бортовым номером 47733 (заводской — 69901001) был выпущен заводом Антонова 27 ноября 1966 года. Всего на момент катастрофы годовалый авиалайнер имел в общей сложности 1543 часа налёта и 1083 посадки.

## Экипаж
Состав экипажа рейса SU-1668 был из 139-го лётного отряда, в состав которого входили 6 человек:
- Командир воздушного судна (КВС) — Николай Александрович Дьяков;
- Второй пилот — Юрий Николаевич Белокур;
- Штурман — Пётр Павлович Павлов;
- Бортмеханик — Василий Трифонович Кулешов (попросил рейс, чтобы слетать в Новосибирск за дефицитными товарами в преддверии своего юбилея);

В салоне самолёта работали 2 стюардессы:
- Александра Ефремовна Голенова;
- Людмила Александровна Петрова.

## Катастрофа
6 января 1968 года, в 16:37 (10:37 МСК) рейс SU-1668 вылетел из якутского аэропорта Маган и в 17:50 приземлился в Олёкминске. После небольшой стоянки, в 18:10 местного времени (12:10 МСК) рейс SU-1668 с 39 пассажирами и 6 членами экипажа вылетел из Олёкминского аэропорта, а рейс выполнял Ан-24Б борт СССР-47733, летящий из Якутска в Новосибирск с промежуточными остановками в Олёкминске, Ленске, Усть-Куте и Красноярске. Набрав высоту, лайнер занял эшелон полёта 4500 метров (FL150). Всего на его борту находились 45 человек: 39 пассажиров (36 взрослых и 3 ребёнка) и 6 членов экипажа.
В 18:20 (12:20 МСК) экипаж связался с авиадиспетчером и доложил о занятии эшелона 4500 метров. Через четыре минуты с борта 47733 запросили своё местонахождение, на что диспетчер доложил, что они в 75 километрах от аэропорта Олёкминск по азимуту 271° (запад). Погодные условия в это время были вполне благоприятными, и экипаж также был вполне спокоен. В 18:26, согласно магнитофонным записям, с диспетчерской услышали звук включения передатчика. В 18:28 диспетчер глянул на экран радиолокатора туда, где был борт 47733, и увидел, что его засветка пропала. Попытки связаться с экипажем самолёта были безуспешны.
Согласно результатам расследования, спустя 15—16 минут с момента вылета самолёт перешёл в крутое падение, из-за колоссальных аэродинамических перегрузок разрушаясь в воздухе. Левая и правая части крыла и хвостовая часть фюзеляжа отделились ещё в воздухе. Около 18:27 падающий по курсу 270° Ан-24 под углом 80° и с левым креном врезался в тайгу в 92 километрах западнее Олёкминска. Зацепив обломком левого крыла за деревья, самолёт перевернулся, врезался в землю, полностью разрушился и сгорел. Общий разброс обломков составил 715 метров. В 21:50 (15:50 МСК) место падения обнаружили с вертолёта, а к 10 утра следующего дня к обломкам пробралась поисковая группа. Все 45 человек на борту авиалайнера погибли. Это крупнейшая авиационная катастрофа в Якутии.

## Воспоминания очевидцев
Зимой 1968 года нас, молодых авиатехников, мобилизовали на прочёсывание местности, куда упали обломки самолёта. Стояли сильные морозы. Приближалось Рождество. Лес состоял из густого ельника, и все деревья были увешаны мелкими разноцветными лоскутами — остатками сорванной с людей одеждой, как рождественские ёлки. Зрелище было жутким…
Но самое сильное впечатление на всех произвела пристёгнутая к чудом уцелевшему креслу молодая девушка. Она никак внешне не пострадала и казалась заснувшей сказочной феей в этом волшебном, наряженном рождественском лесу…
— 

## Выводы комиссии
1. уровень подготовки экипажа обеспечивал безопасное выполнение полёта;
2. прижизненных ранений экипаж не имел;
3. предполётная подготовка самолёта проведена в полном объёме, замечаний у экипажа по работе матчасти не было;
4. загрузка и заправка самолёта проведены в соответствии с установленными правилами. Опасных грузов на борту не было;
5. управление воздушным движением полностью обеспечивало безопасность полёта;
6. до момента ЛП обстановка на борту была спокойной, полёт проходил нормально;
7. аварийная ситуация возникла внезапно, неожиданно для экипажа;
8. разрушение самолёта началось в воздухе до удара об землю. Разрушившиеся в воздухе части самолёта падали практически вертикально;
9. следов пожара и взрыва в воздухе не обнаружено;
10. следов столкновения самолёта с другими объектами комиссия не нашла;
11. причина катастрофы не установлена.

Предположительными причинами катастрофы являются:
1. выход самолёта вследствие невыясненных обстоятельств на режимы, значительно превышающие предельные ограничения по скорости и перегрузке;
2. отделение от самолёта какой-либо части или детали, удар которой вызвал разрушение элементов конструкции, предположительно, в хвостовой части;
3. сложный отказ в системе винт — регулятор — двигатель, который привёл к выходу на нерасчётный режим с последующим разрушением конструкции самолёта;
4. какой-либо отказ в системе управления самолётом.

— 